# Predator 2 (videogioco 1992)
Predator 2 è un videogioco d'azione sviluppato dalla Perfect 10 Productions e Teeny Weeny Games e pubblicato nel 1992 per le console SEGA dell'epoca: dalla Arena Entertainment per Sega Game Gear e Sega Mega Drive e dalla Acclaim Entertainment per Sega Master System. Il videogioco è ispirato al film Predator 2.
Nel 1991 era stato già pubblicato un altro Predator 2 ispirato allo stesso soggetto, ma sviluppato da altre aziende per diversi home computer.